# Dysderina watina
Dysderina watina är en spindelart som beskrevs av Arthur M. Chickering 1968. Dysderina watina ingår i släktet Dysderina och familjen dansspindlar.
Artens utbredningsområde är Costa Rica. Inga underarter finns listade i Catalogue of Life.